# Панкратије Затворник
Панкратије Затворник или Панкратије Печерски је светитељ јеромонах Руске православне цркве.
О његовом световном животу нису сачувани готово никакви подаци. Панкратије је познат као јеромонах-испосник Кијево-Печерског манастира (сада - Лавра), где је живео у 13. веку. Према летописима, био је обдарен даром исцељивања болесника молитвом, постом и помазањем уљем.
У његовом акатисту  о монаху се каже: „Велики си се показао у посту, а и у свештенству се говори, и у чудотворном дару се се показао славан“. Тропар печерског монаха Панкратија, у Далеким пећинама, гласи: „Панкратије Богомуудрени, / свештеник Господњи оста, / и сам чинише многа чудеса, / молећи се Господу, / да спасе душе наше.
Мошти овог подвижника чувају се у Кијеву у Далеким (Теодосјевским) пећинама Кијево-Печерске лавре, где је живео до смрти.
Успомена на Панкратија Печерског слави се 28. августа и 9. фебруара, у другу недељу Великог поста.